# Andrômeda IV
Andrômeda IV é uma pequena galáxia irregular satélite da Galáxia de Andrômeda, mas provavelmente não é uma galáxia, pode ser uma aglomerado estelar ou somente uma galáxia de fundo.

## História
Andrômeda IV foi descoberta por Sidney van den Bergh.